# Iouri Vladimirovitch Lomonossov
Iouri Vladimirovitch Lomonossov est un ingénieur russe, né 24 avril 1876 à Gagarine et mort 19 novembre 1952 à Montréal, connu pour avoir contribué au développement des chemins de fer russes au début du XXe siècle, notamment en concevant et en construisant la première locomotive diesel opérationnelle dans les années 1920. Il émigra ensuite en Europe et devint citoyen britannique.

## Biographie
Il a appartenu à la franc-maçonnerie. 